# Koeneniodes leclerci
Koeneniodes leclerci är en spindeldjursart som beskrevs av Bruno Condé 1992. Koeneniodes leclerci ingår i släktet Koeneniodes och familjen Eukoeneniidae. Inga underarter finns listade i Catalogue of Life.